# Rhynchomicropteron nepalensis
Rhynchomicropteron nepalensis är en tvåvingeart som beskrevs av Ronald Henry Lambert Disney 1991. Rhynchomicropteron nepalensis ingår i släktet Rhynchomicropteron och familjen puckelflugor.
Artens utbredningsområde är Nepal. Inga underarter finns listade i Catalogue of Life.